# Notaphilie

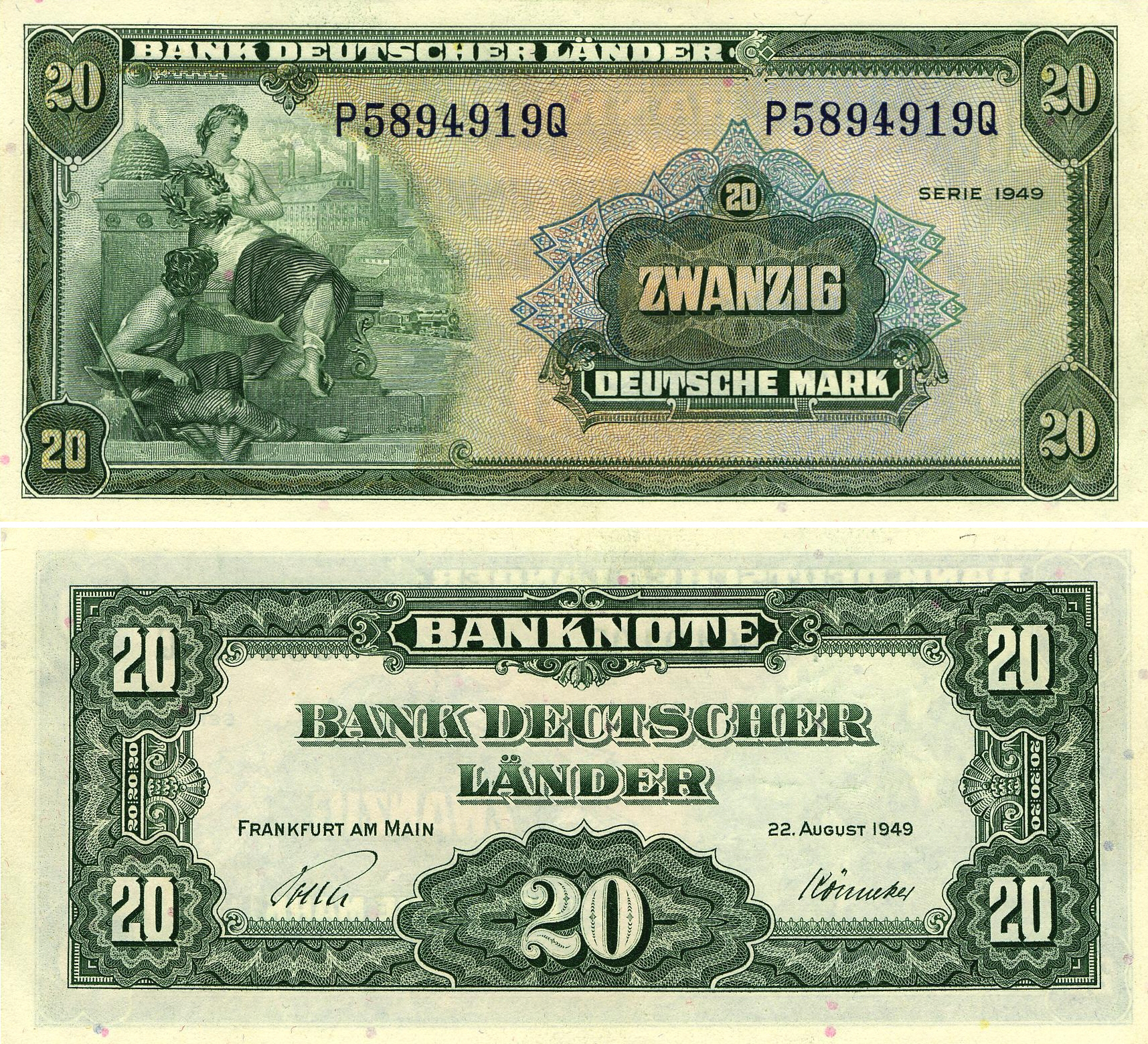
Beispiel für Papiergeld

Notaphilie ist die „Papiergeldkunde“ beziehungsweise das Sammeln von Geldscheinen, die in den überwiegenden Fällen aus einem Spezialpapier bestehen. Banknoten gibt es für Staaten, Regionen, Militärverwaltungen, Unternehmen, einzelne Finanzinstitutionen und als Notgeldausgaben (häufige Form: „Stadtgeld“). Genauso wie es für Münzensammler Münzkataloge gibt, so gibt es auch Kataloge für Banknoten. Wichtige Beiträge auf diesem Gebiet leisteten zum Beispiel Albert Pick und Arnold Keller mit ihren Katalogen.
Die ersten Geldscheine gab es seit dem 7. Jahrhundert in China. Erstes Notgeld aus Papier in Europa gab es bei einer maurischen Besatzung 1483 in Spanien und erste Banknoten in Europa gab es im 17. Jahrhundert in Schweden.
Geldscheine werden gesammelt nach:
- Thema (z. B. berühmte Persönlichkeiten oder Banknotendruckerein)
- Zeitabschnitten
- Ländern
- Erhaltung